# Lyttolydulus mozabita
Lyttolydulus mozabita là một loài bọ cánh cứng trong họ Meloidae. Loài này được Chobaut miêu tả khoa học năm 1897.